# 安东·马卡连柯

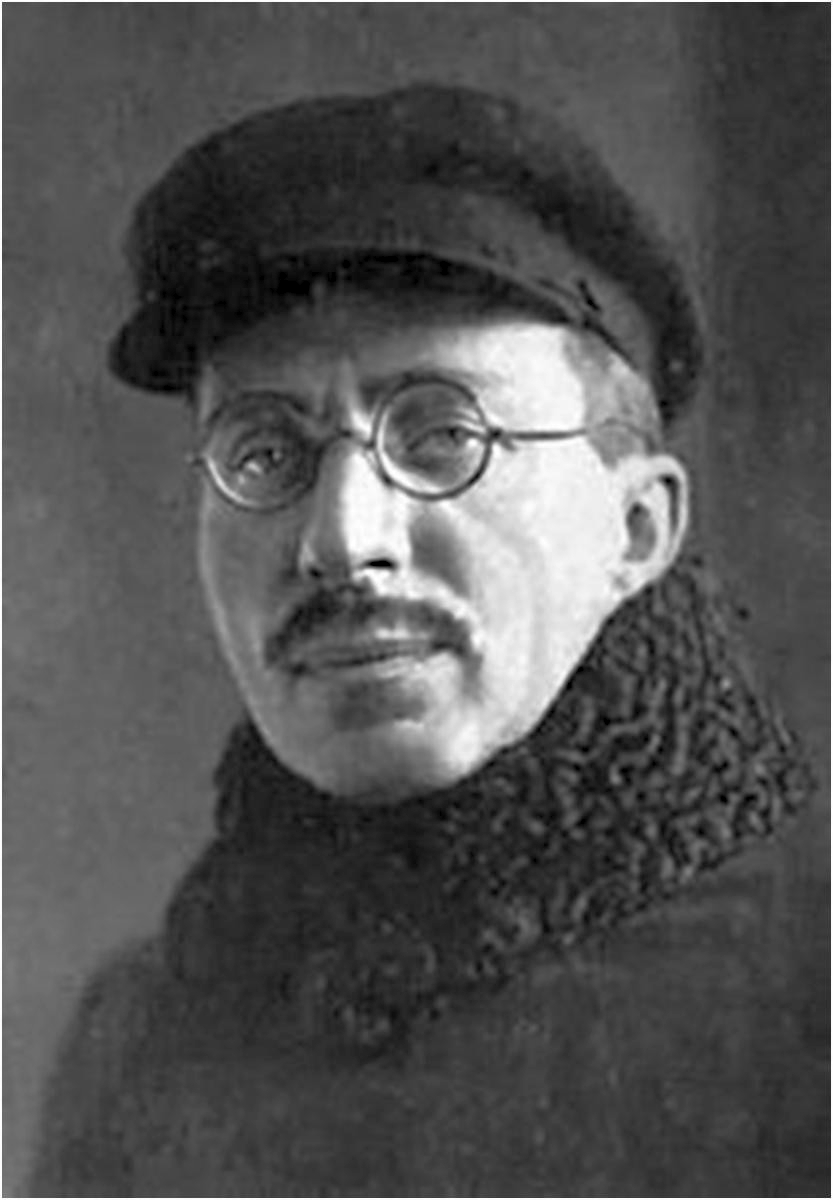
安东·谢苗诺维奇·马卡连柯

安东·谢苗诺维奇·马卡连柯（俄语：Анто́н Семёнович Мака́ренко，1888年3月13日—1939年4月1日）是一位苏联教育家，苏联教育学的创建者之一，描述了儿童集体教育和教育结合生产劳动的理论和方法。 
1888年3月13日，马卡连柯出生在俄罗斯帝国哈尔科夫省別洛波利耶的一个铁路技工家庭。1917年毕业于波尔塔瓦师范学院。十月革命后曾任小学校长。十月革命以后的俄国内战，造成大批孤儿流浪街头，造成严重的社会问题。马卡连柯投身流浪儿童及少年犯的教育和改造工作，成立了自给自足的高尔基工学团，后来加入斯大林主办的捷尔任斯基公社试图改造少年罪犯。与伪科学家李森科一样，马卡连柯相信人性是可以改变的，他的教育方法强调学生的集体生活，为团体利益服务，反复向学生重复口号，十分接近于意识形态的灌输，他的教育理念后来被强加在东欧社会主义国家，对当地有深远影响。他先后创立了波尔塔瓦附近的未成年罪犯劳动营和哈尔科夫市郊的捷尔任斯基儿童公社，并亲任领导。他主张通过集体，结合生产劳动来对儿童进行教育，使之成为有政治觉悟以及高度的责任感和荣誉感的、遵守纪律的社会主义社会成员。
马卡连柯主要的作品有《教育诗》，描写高尔基工学团的小说，在苏联相当流行。1939年4月1日，马卡连柯在莫斯科去世。他根据自己长期从事教育工作的经验和感受，写出了许多与儿童教育有关的文艺作品，包括《1930年进行曲》（1932年)、《教育的诗篇》（1933—1935年）、《塔上旗》（1938年）等，此外还著有《父母必读》（1937年）和《儿童教育讲演集》。